# Province de Sabaya
La province de Sabaya (en espagnol : Provincia de Sabaya), anciennement, la province d'Atahuallpa, est une des 16 provinces du département d'Oruro, en Bolivie. Son chef-lieu est la ville de Sabaya.
La province est créée le 26 décembre 1959. Elle est renommée Province de Sabaya par une loi promulguée par le président Jorge Quiroga Ramírez en 2001. Le nom d'origine inca se référant au souverain Atahualpa n'était pas relié au territoire de cette province, ni à l'origine ethnique de ses habitants, majoritairement Aymaras et Urus.
La ville est composée de trois municipalités :
- Chipaya
- Coipasa
- Sabaya